# Liste der Bischöfe von Rieti
Die folgenden Personen waren Bischöfe von Rieti (Italien):
- Pietro Guerra, 1278–1286 (dann Erzbischof von Monreale)
- Angelo Capranica, 1450–1468
- Domenico Camisati, 1469–1475
- Fazio Gallerani, 1475–1477 (dann Bischof von Ascoli Satriano)
  - Giovanni Colonna, 1480–1508, Kardinal (Administrator)
- Pompeo Colonna, 1508–1514 (Kardinal)
- Scipione Colonna, 1520–1528
  - Pompeo Colonna, 1528–1529 (Administrator)
- Mario Aligeri Colonna, 1529–1555
- Giovanni Battista Osio, 1555–1562
- Marco Antonio Amulio, 1562–1572 (Kardinal)
- Mariano Vittori, 1572
- Alfonso María Binarini, 1572–1574 (dann Bischof von Camerino)
- Costantino Barzellini O.F.M. Conv., 1574–1584 (dann Bischof von Foligno)
- Giulio Cesare Segni, 1584–1603
- Giovanni Desideri (Conte), 1603–1604
- Gaspare Pasquali O.F.M. Conv., 1604–1612
- Pier Paolo Crescenzi, 1612–1621 (dann Bischof von Orvieto)
- Giovanni Battista Toschi, 1621–1633
- Gregorio Naro, 1634
- Giovanni Francesco Guidi di Bagno, 1635–1639
- Giorgio (Gregorio) Bolognetti, 1639–1660
- Odoardo Vecchiarelli, 1660–1667
- Giulio Gabrielli, 1668–1670
- Ippolito Vicentini, 1670–1702
- François-Marie Abbati, 1707–1710 (dann Bischof von Carpentras)
- Bernardino Guinigi, 1711–1723 (dann Bischof von Lucca)
- Antonino Serafino Camarda OP, 1724–1754
- Gaetano de Carli, 1754–1761
- Girolamo Clarelli, 1761–1764
- Giovanni de Vita, 1764–1774
- Vincenzo Ferretti, 1775–1779 (dann Bischof von Rimini)
- Saverio Marini, 1779–1813
- Carlo Fioravanti, 1814–1818
- Francesco Saverio (François-Xavier) Pereira, 1818–1824
- Timoteo Maria (Antonio) Ascensi O.C.D., 1824–1827
- Gabriele Ferretti, 1827–1833 (dann Titularerzbischof von Seleucia in Isauria)
- Benedetto Cappelletti, 1833–1834 (Kardinal)
- Filippo de’ Conti Curoli, 1834–1849
- Gaetano Carletti, 1849–1867
- Egidio Mauri OP, 1871–1888 (dann Erzbischof von Osimo und Cingoli)
- Carlo Bertuzzi, 1889–1895 (dann Bischof von Foligno)
- Bonaventura Quintarelli, 1895–1915
- Tranquillo Guarneri, 1915–1916
- Francesco Sidoli, 1916–1924 (dann Erzbischof von Genua)
- Massimo Rinaldi C.S., 1924–1941
- Benigno Luciano Migliorini OFM, 1941–1951 (dann Erzbischof von Lanciano und Ortona)
- Raffaele Baratta, 1951–1959 (dann Erzbischof von Perugia)
- Vito Nicola Cavanna, 1960–1971 (dann Koadjutor-Bischof von Asti)
- Dino Trabalzini, 1971–1980 (dann Erzbischof von Cosenza und Bisignano)
- Francesco Amadio, 1980–1989
- Giuseppe Molinari, 1989–1996 (dann Koadjutor-Erzbischof von L’Aquila)
- Delio Lucarelli, 1996–2015
- Domenico Pompili, 2015–2022, dann Bischof von Verona
- Vito Piccinonna, seit 2022